# Надднепрянское
Надднепрянское (укр. Наддніпрянське) — посёлок в Херсонской городской общине Херсонского района Херсонской области Украины.

## Географическое положение
Надднепрянское — посёлок городского типа (с 1979 г.), центр поселкового Совета, подчиненного Днепровскому райсовету г. Херсона. Расположено в 12 км к северо-востоку от Херсона. Надднепрянскому посёлковому совету подчинен посёлок Инженерное.

## Население
В январе 1989 года численность населения составляла 1258 человек.
На 1 января 2013 года численность населения составляла 1113 человек.

### Языковой состав
Родной язык населения по данным переписи 2001 года:
| Язык       | Численность, чел. | Доля     |
| ---------- | ----------------- | -------- |
| Украинский | 777               | 64,00 %  |
| Русский    | 435               | 35,83 %  |
| Другое     | 2                 | 0,17 %   |
| Итого      | 1 214             | 100,00 % |

## История
Надднепрянское образовано в 1966 году одновременно со строительством Украинского научно-исследовательского института орошаемого земледелия (УкрНИИОЗ, создан в 1956 году, в 1963—1966 гг. находившегося в Шуменском микрорайоне г. Херсона).
За успехи, достигнутые в разработке и внедрении в производство прогрессивных способов полива сельскохозяйственных культур, Украинский научно-исследовательский институт орошаемого земледелия в 1971 г. был награждён орденом Трудового Красного Знамени.
В 2000 году УкрНИИОЗ был переименован в Институт орошаемого земледелия НААН Украины.

## Современное состояние
Деятельность Института направлена на разработку и внедрение научных основ орошаемого земледелия, оказание помощи сельскому хозяйству в получении высоких и устойчивых урожаев на поливных и неполивных землях южного региона Украины.
В опытную сеть Института входят
- Государственное предприятие "Опытное хозяйство «Копани»,
- Государственное предприятие "Опытное хозяйство «Пионер»,
- Государственное предприятие "Опытное хозяйство «Каховское»,
- Асканийская государственная сельскохозяйственная опытная станция (Асканийская ГСХ ОС),
- Государственное предприятие "Опытное хозяйство «Асканийское» Асканийской ГСХ ОС,
- Государственное учреждение «Николаевская сельскохозяйственная опытная станция» (Николаевская СХ ОС),
- Государственное предприятие "Опытное хозяйство «Элита» Николаевской СХ ОС.

Институт орошаемого земледелия НААН Украины — главное учреждение Центра научного обеспечения агропромышленного производства (АПВ) Херсонской области.
В разные годы в Институте работали известные ученые: члены-корреспонденты ВАСХНИЛ А. А. Собко, Н. И. Подгорный, С. Н. Московец, С. Д. Лысогоров, М. М. Горянский, К. Э. Бурзи, И. Е. Подкопай, Штойко Д. А., Филипьев И. Д., Орлюк А. П., Писаренко В. А. и другие, внесшие большой вклад в развитие исследований в области орошаемого земледелия, растениеводства, селекции, опытного дела.
В посёлке есть Надднепрянский филиал централизованной системы городских библиотек с книжным фондом 15 тыс. экземпляров и компьютерным залом с бесплатным интернетом, благодаря программе «Библиомост». Функционируют детский сад, медпункт, промтоварный, продовольственный магазины, отделение связи, АТС, метеостанция. Проложен водопровод протяженностью 4,6 километра.
В посёлке имеется парк — образец садово-паркового искусства (заложен в 1965 г.). В парке — более 130 видов и форм древесно-кустарниковых растений, около 150 кустов роз и 9 пород вечнозеленых растений. Кроме того, заложен парк "Комсомольский" площадью 1 гектар.